# Walter F. Dodd

Walter F. Dodd (1937)

Walter Fairleigh Dodd (* 7. April 1880 in Hopkinsville, Kentucky; † 1960) war ein US-amerikanischer Rechts- und  Politikwissenschaftler, der 1945/46 als Präsident der American Political Science Association (APSA) amtierte.

## Werdegang
Dodd studierte an der Florida State University, wo er 1898 mit dem Bachelor of Arts abschloss. 1901 erlangte er den Bachelor of Science an der John B. Stetson University und 1909 wurde er an der University of Chicago zum Ph.D. promoviert. Nach Leitung des Bereichs ausländisches Recht der Library of Congress und Forschungstätigkeit an der Johns Hopkins University lehrte er ab 1911 als Assistant Professor an der University of Illinois. Von 1915 bis 1917 war er Associate Professor für Politikwissenschaften an der University of Chicago. 1917/1918 war er für das Illinois Legislative Reference Bureau, welches die Illinois General Assembly unterstützt, tätig. Danach leitete er die Datenerhebung in Vorbereitung einer Verfassungsgebenden Versammlung in Illinois. Ab 1920 praktizierte er als Rechtsanwalt in Chicago. Von 1927 bis 1930 war er Professor für Politikwissenschaften und öffentliches Recht an der Yale University.

## Schriften (Auswahl)
- Cases and materials on constitutional law. West Publishing Co., St. Paul 1941.
- Cases and other authorities on constitutional law. West Publishing Co., St. Paul 1932.
- State government. The Century Co., New York 1922.
- The revision and amendment of state constitutions. The Johns Hopkins Press, Baltimore 1910.
- The growth of judicial power. Ginn & Company, Boston 1909.